# Hontianska paráda

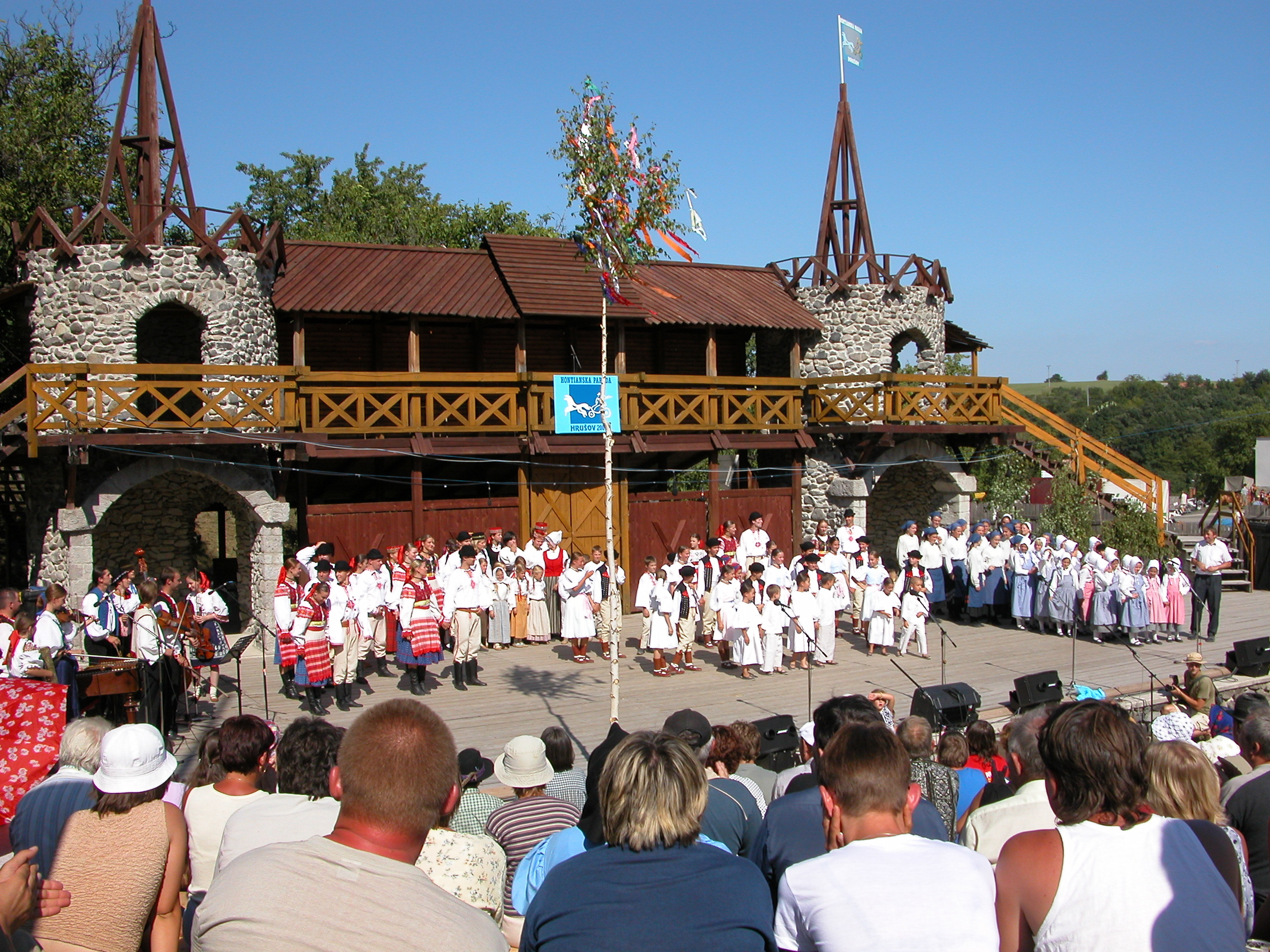
Folklorní festival Hontianska paráda

Hontianska paráda je folklorní festival. Od roku 1996 se pravidelně koná v předposlední srpnový pátek a sobotu v obci Hrušov (okres Veľký Krtíš) na Slovensku.
Festival přiblíží dávno zapomenuté práce v zemědělství (ruční sečení, svážení, mlácení ručně nebo na mlátičky), pečení chleba a lepníkov v tradičních kamenných pecích, mnoho dvorů s místními specialitami, mnoho řemeslníků, převážně s ukázkou tvorby, Lesní scénu či scénu při Věžičce.
Na těchto dvou scénách probíhají volnější programy folkloristů z blízkého či dalekého okolí. Hlavním pódiem scénického programu je amfiteátr, na jehož prknech už vystupovali tělesa jako SĽUK, Lúčnica, ale i sólisté jako např. Ján Ambróz. Program v pátek začíná tradičním vystoupením FS z Hrušova a DFS Ragačinka, jako domácich. V Sobotu je úvod hlavního bloku věnován prezentaci Hontianských vesnic.
Tento festival je výjimečný nejen dvoupodlažním amfiteátrem, který symbolizuje spojení moderního a zvykoslovného, ale i přímými ukázkami života sedláka na vesnici či lazoch obce Hrušov. Podujetí je rozdělena na několik stanic: lazy, lesní scéna, dvory, řemeslníci, věžička a amfiteátr.

## Galerie

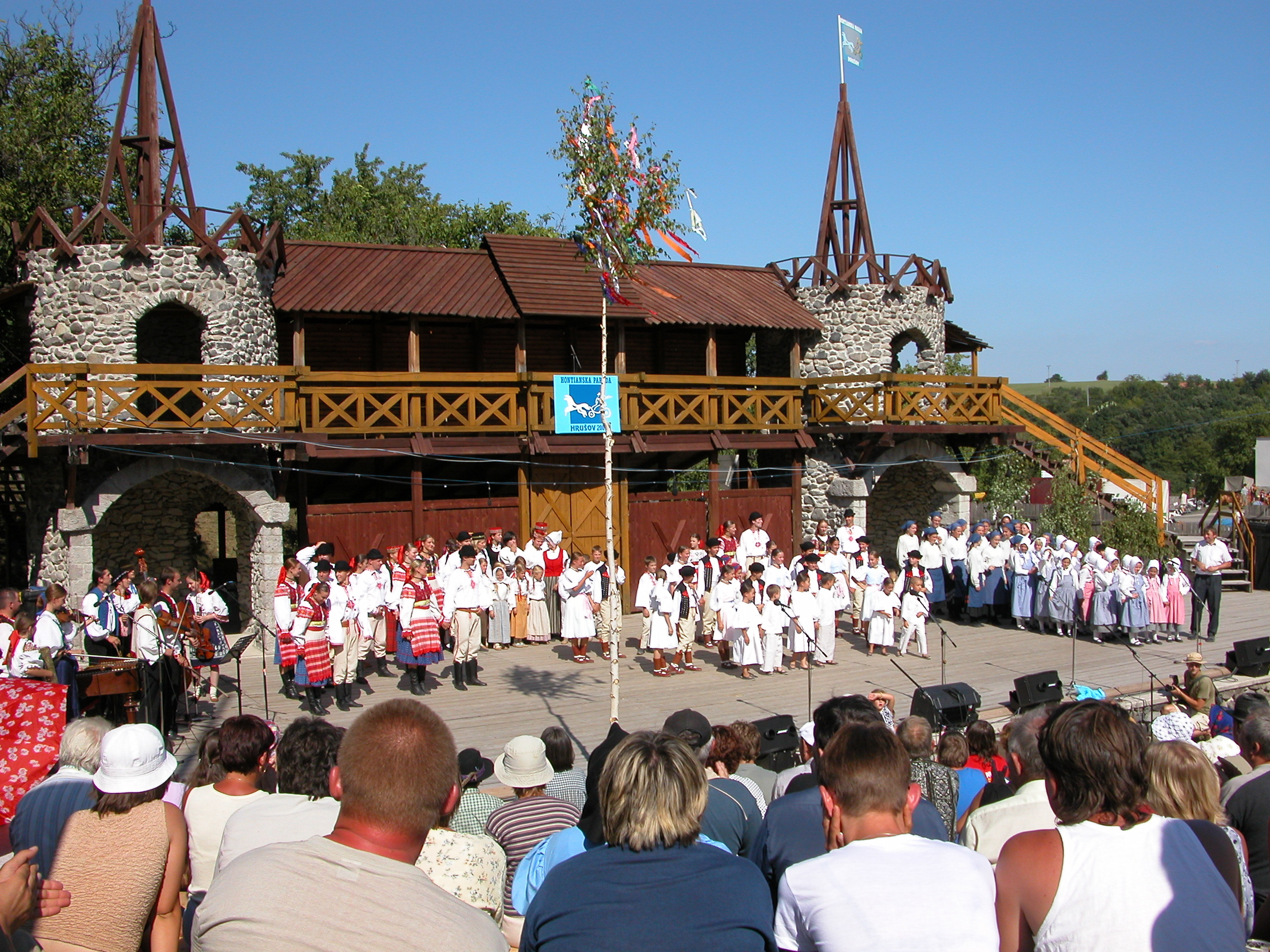
Amfiteáter
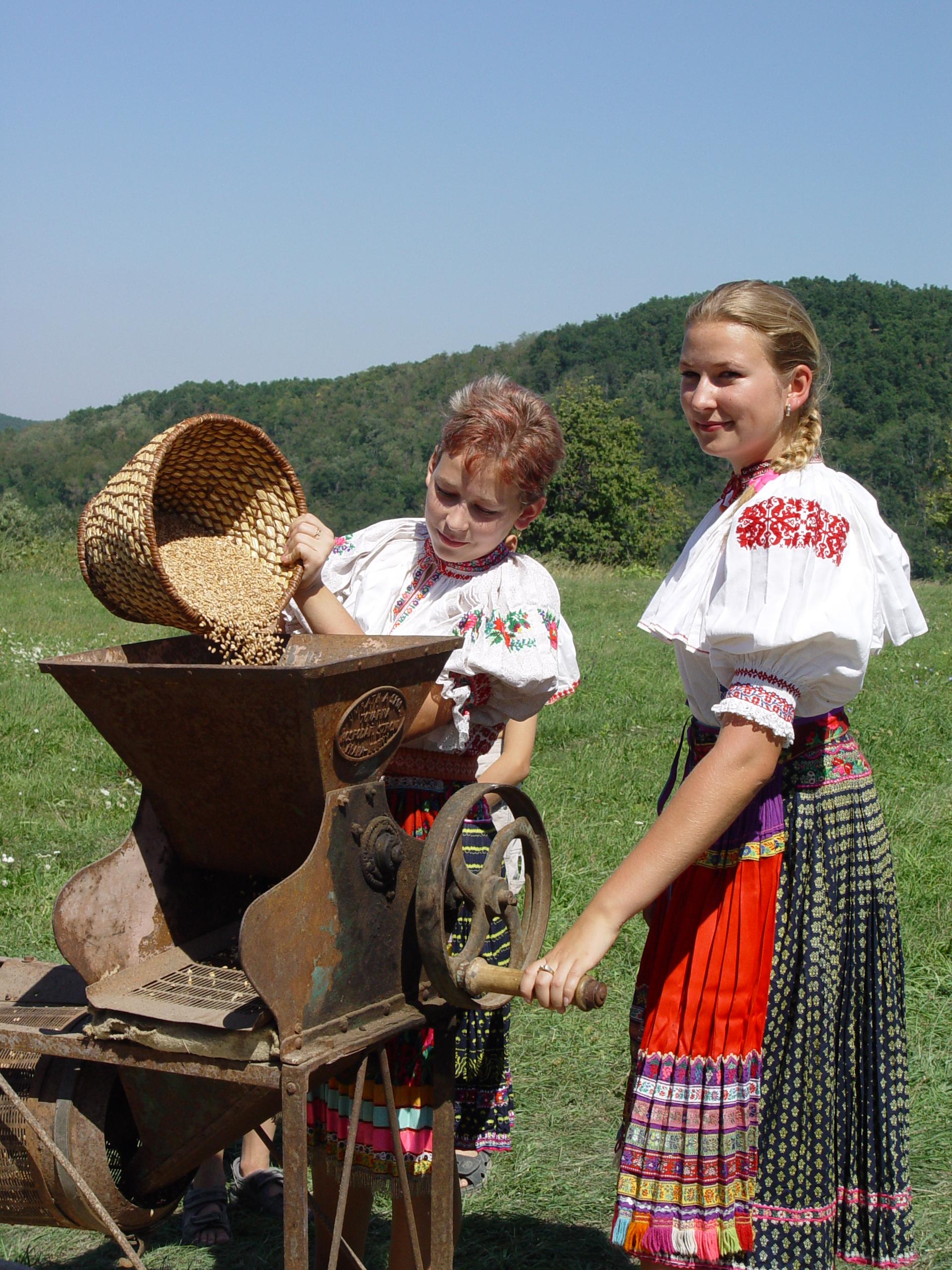
Práce na poli
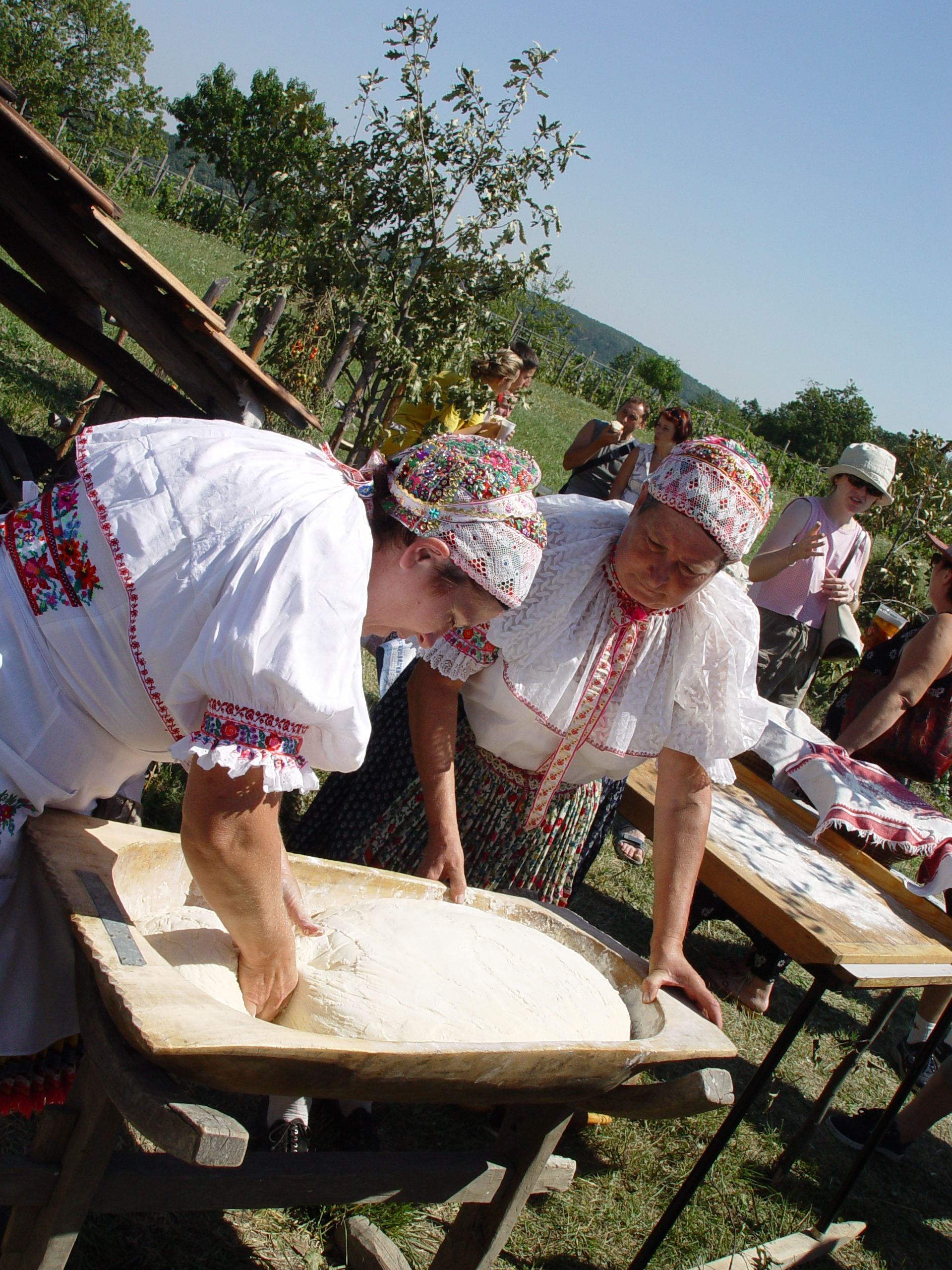
Pečení chleba